# Lena Schöneborn
Lena Schöneborn (Troisdorf, 11. travnja 1986.) njemačka je moderna petobojka, olimpijska pobjednica, sedmerostruka svjetska i peterostruka europska prvakinja. S više od 30 odličja osvojenih na velikim natjecanjima smatra se najuspješenijom natjecateljicom u povijesti modernog petoboja.
Za svoja dostignuća odlikovana je Srebrnim lovorovim listom, najvišim njemačkim športskim odlikovanjem.

## Vanjske poveznice
- Službene stranice  Arhivirana inačica izvorne stranice od 30. rujna 2017. (Wayback Machine) (njem.)